# Jules Greenbaum
Pour les articles homonymes, voir Greenbaum.
Jules Greenbaum (né Julius Grünbaum le 15 janvier 1867 à Berlin, Prusse; mort le 1er novembre 1924  à Berlin, République de Weimar) fut un producteur et l'un des pionniers du cinéma allemand, connu pour ses expérimentations dans le cinéma parlant, 20 ans avant le succès du Chanteur de jazz.

## Biographie
Jules Greenbaum inventa le synchronoscope ou synchroscope, qui synchronisait les images d'un film avec un phonographe.
En tant que producteur, Jules Greenbaum fonda la Greenbaum-Film, la Deutsche Bioscope (1899) et la Deutsche Bioscope GmbH (1902), lançant des cinéastes tels que Max Mack et Richard Oswald.
Jules Greenbaum est le père de Mutz Greenbaum, directeur de la photographie, producteur, réalisateur et scénariste allemand.

## Filmographie partielle
- 1915 : Lache, Bajazzo! de Richard Oswald
- 1916 : Schloss Phantom de Ernst Mátray
- 1918 : Lorenzo Burghardt de  William Wauer

## Source de la traduction
- (en) Cet article est partiellement ou en totalité issu de l’article de Wikipédia en anglais intitulé « Jules Greenbaum » (voir la liste des auteurs).